# Massakern på tsamiderna
Massakern på tsamiderna ägde rum i Tsamerien i nordvästra Grekland, från den 27 juni 1944 till mars 1945 av den grekiska armén EDES under befäl av generalen Napoleon Zervas. Den allvarligaste massakern ägde rum i staden Filiátes den 13 mars 1945, där 60-70 tsamider dödades.